# Vergara (Editorial)
Inicialment fou creada com a llibreria i distribuïdora per Josep M. Esteve. L'Editorial Vergara inicià la seva activitat cap a 1949-1950. Ja des del principi publicà grans obres per vendre a terminis i amb la intenció de treballar les obres il·lustrades de gran format, la literatura i la història. La importància que adquirí aquests primers anys motivà la creació d’una sucursal a Madrid i de diverses filials a l'Amèrica llatina.
L'empresa editorial participà en la creació d'una impremta en la ciutat de Barcelona.
Josep Maria Esteve, a causa de d'intercanvi d'accions amb l'empresa Aiscon, perd la propietat de l'editorial a finals de 1950, substituint-lo Nicolau Surís Palomé.
L'Editorial Vergara a va participar en la creació del Círculo de Lectores, amb ajuda del grup empresarial alemany Bertelsmann, del qual es retiraria dos anys després de llur fundació per no poder assumir les exigències econòmiques de la nova societat.
El primer catàleg localitzat, de 1962 prova que l'editorial nasqué amb molta empenta i explotant tres temàtiques: les obres il·lustrades de gran format, la literatura i la història. També va col·laborar amb l'editorial parisenca Nathan. Sota la direcció de Josep Maria Boix i Selva, el catàleg s'amplia i hi figuren una sèrie d'enciclopèdies temàtiques, com ara Diccionario Enciclopédico Vergara, Mente Sagaz: Enciclopedia Temática Ilustrada, Los Animales, La Caza, La Pesca, Enciclopedia de la Mujer, Eva: Enciclopedia Gráfica Femenina.
Les col·leccions de literatura es poden dividir en quatre:
Clásicos Vergara, Autores de Siempre, Caudal y Cauce, i Isard (col·lecció íntegra en català).
Isard va tenir com a primer número La Pesta d'Albert Camus, traduït per Joan Fuster (1962).
Cap a finals de la dècada dels setanta Vergara passa a pertànyer a Argos. S'anomenaria Argos-Vergara. Posteriorment Argos-Vergara serà absorbida pel grup madrileny Telepublicaciones vinculat a l'Opus Dei.

## Discos Vergara
En 1962 l'Editorial Vergara creà la discogràfica Discos Vergara amb inversió d'un grup empresarial. El grup Sirex fou un dels patrocinats. També tenia la col·lecció de discos de Joan Capri. La direcció artística de la discogràfica era d'Oriol Martorell. En la dècada dels setanta, després de ser adquirida per Bertelsmann acabarà integrada en Ariola-Eurodisc i Ariola.

## Juan Vergara Editor
Santiago, Xile 1930; Buenos Aires 2003. Juan Vergara exercí activitat editorial a Xile, Espanya i Argentina, fundà una editorial també anomenada Vergara. Adquirida per Ediciones B el 1997, és en l'actualitat un segell editorial enfocat, principalment, a obres de ficció dirigides a un públic femení i llibres d'autoajuda i espiritualitat. Actualment el segell Vergara pertany al grup Penguin Random House.